# Râul Jirinca
Râul Jirinca este un curs de apă, afluent al râului Jijia. 